# Aechmea coelestis
Espèce
Classification phylogénétique
Synonymes
- Hohenbergia caelestis (K.Koch) Baker
- Hoplophytum coeleste K.Koch
- Ortgiesia coelestis (K.Koch) L.B.Sm. & W.J.Kress

Aechmea coelestis est une espèce de plantes de la famille des Bromeliaceae, originaire du Brésil.

## Synonymes
- Hohenbergia caelestis (K.Koch) Baker[1] ;
- Hoplophytum coeleste K.Koch[1] ;
- Ortgiesia coelestis (K.Koch) L.B.Sm. & W.J.Kress[1].